# Annelie Alexandersson
Annelie Alexandersson, född 6 april 1942 i Mölndal, är en svensk dansare och skådespelare.

## Filmografi
- 1969 – Miss and Mrs. Sweden
- 1971 – Dagmars heta trosor
- 1975 – Kom till Casino

## Teater

### Roller
| År   | Roll        | Produktion                                                    | Regi        | Teater        |
| ---- | ----------- | ------------------------------------------------------------- | ----------- | ------------- |
| 1968 | Medverkande | Kar de Mummas nyårsrevy, revy Kar de Mumma                    | Hasse Ekman | Folkan        |
| 1970 |             | Csardasfurstinnan Emmerich Kálmán, Leo Stein och Béla Jenbach | Isa Quensel | Oscarsteatern |
| 1972 | Dansare     | Sånt folk!, revy Carl Zetterström                             | Lars Amble  | Maximteatern  |

### Fotnoter
1. ↑  ”Teaterannons”. Dagens Nyheter:  s. 36. 4 januari 1968. https://arkivet.dn.se/tidning/1968-01-04/11171-3/36. Läst 6 januari 2024.
2. ↑  ”Teaterannons”. Dagens Nyheter:  s. 46. 2 oktober 1970. http://arkivet.dn.se/tidning/1970-10-02/267/46. Läst 30 oktober 2016.
3. ↑  ”Nytt om nöjen: I en liten sportbil”. Dagens Nyheter:  s. 8. 15 augusti 1972. http://arkivet.dn.se/arkivet/tidning/1972-08-15/220/8. Läst 23 januari 2016.